# Edmund Schroeder
Edmund Schroeder (Berlín, 1882 - [...?]) fou un compositor alemany.
Estudià en el Conservatori de la seva ciutat natal. Fou deixeble en composició de Max Reger, va pertànyer a l'escola avançada germànica.
Va escriure ombrosos lieder, d'un gran sentiment líric; 3 trios amb piano; una suite per a violoncel i piano; 7 duos per a violí i piano, i 3 peces de concert per a fagot i piano.